# Показник відмов
Показник відмов (англ. Bounce rate) — термін у вебаналітиці, що позначає процентне співвідношення кількості відвідувачів, що покинули сайт прямо зі сторінки входу або переглянули не більше однієї сторінки сайту.

## Визначення
Показник відмов — відсоток від загальної кількості відвідувань, у рамках яких відбулося не більше одного перегляду сторінки. Показник відмов не слід плутати з показником виходів (англ. Exit rate), який лише показує кількість відвідувань, завершених на певній сторінці сайту.
Для того щоби зрозуміти, що таке показник відмов, потрібно дати визначення поняттю «відмова» у вебаналітиці. Відмова — це візит, під час якого відвідувач, зайшовши на сайт, переглянув тільки одну сторінку, не зробивши при цьому переходу на іншу сторінку до часу закінчення сесії.
Загальноприйнятого стандарту мінімальної або максимальної кількості часу, який відвідувач повинен провести на сайті перше, ніж вийти, щоби відбулася відмова, не існує. Тривалість сесії визначається проміжком часу між першим і останнім переглядом в сесії.
Причинами відмови можуть бути:
- Вихід із сайту через за посиланням
- Закриття вікна або вкладки браузера
- Введення нового URL у адресний рядок або перехід на закладку в браузері
- Натискання кнопки "Назад" для повернення до пошукової видачі
- Закінчення часу сесії

Показник відмов можна обчислити за такою формулою:
{\displaystyle {R_{b}}{=}\left({\frac {T_{v}}{T_{e}}}\right)}
де
- Rb = Показник відмов
- Tv = Кількість відвідувачів, що подивилися одну сторінку (кількість відмов)
- Te = Кількість переглядів сторінки

## Середнє значення
|                                     | Середній час на сайті | Середня кількість переглядів сторінок | Середнє значення показників відмов | Нові відвідувачі |
| ----------------------------------- | --------------------- | ------------------------------------- | ---------------------------------- | ---------------- |
| Метрика середньостатистичного сайту | 190.4 сек             | 4.6                                   | 40.5%                              | 62.5%            |

Середні значення показників відмов
| Вид сайту                                   | Середнє значення показника відмов |
| ------------------------------------------- | --------------------------------- |
| Портал                                      | 5-30%                             |
| Інтернет-магазин                            | 5-40%                             |
| Сервіс-сайт                                 | 5-30%                             |
| Інформаційний сайт (англ. content web-site) | 5-60%                             |
| Інше                                        | 5-50%                             |